# Leioproctus melbournensis
Leioproctus melbournensis är en biart som först beskrevs av Cockerell 1910.  Leioproctus melbournensis ingår i släktet Leioproctus och familjen korttungebin. Inga underarter finns listade i Catalogue of Life.